# Vladímirovskoie
Vladímirovskoie -en rus Владимировское- és un poble de la República d'Adiguèsia, a Rússia. És a la riba dreta de l'Ulka, a 16 km al sud-est de Guiaguínskaia i a 18 km al nord-est de Maikop. Pertany a la stanitsa de Kelermésskaia.